# Aleksei Grixin
Aleksei Grishin (en belarús: Аляксей Грышын) (Minsk, Unió Soviètica 1979) és un esquiador belarús, especialista en esquí acrobàtic.

## Biografia
Va néixer el 18 de juny de 1979 a la ciutat de Minsk, que en aquells moments formava part de la Unió Soviètica i que avui en dia és la capital de Belarús.
Especialista en salts acrobàtics, va participar en els Jocs Olímpics d'Hivern de 1998 realitzats a Nagano (Japó), on va finalitzar en vuitena posició.
En els Jocs Olímpics d'Hivern de 2002 realitzats a Salt Lake City (Estats Units) aconseguí guanyar la medalla de bronze i en els Jocs Olímpics d'Hivern de 2006 realitzats a Torí (Itàlia) finalitzà quart, just per darrere del seu company Dmitri Dasxinski. En els Jocs Olímpics d'Hivern de 2010 realitzats a Vancouver (Canadà) aconseguí guanyar la medalla d'or, el primer or del seu país en uns Jocs Olímpics d'Hivern.
Al llarg de la seva carrera ha guanyat tres medalles en el Campionat del Món d'esquí acrobàtic, destacant la medalla d'or aconseguida el 2001.